# Rúrik Gíslason
Rúrik Gíslason (* 25. Februar 1988 in Reykjavík) ist ein ehemaliger isländischer Fußballspieler.

## Karriere
In seiner Kindheit spielte er fünf Jahre Handball. Rúrik Gíslason spielte in der Jugend bei HK Kópavogur. Im Frühjahr 2004 wechselte er in die Nachwuchsmannschaft des belgischen Klubs RSC Anderlecht, den er im Herbst des Jahres wieder verließ. Erneut in Diensten von HK Kópavogur lief er 2005 für den Klub in der 1 Deild auf. Im August 2005 ging er zum englischen Klub Charlton Athletic, für den er in der Reservemannschaft zum Einsatz kam.
2007 sicherte sich der dänische Verein Viborg FF die Dienste von Rúrik Gíslason, der einen Dreijahreskontrakt unterzeichnete. In der Spielzeit 2007/08 der Superliga geriet der von Anders Linderoth betreute Klub in Abstiegsgefahr, sodass Stephen Lowe und kurz darauf Hans Eklund den Trainerposten übernahmen. Im Saisonverlauf gehörte Rúrik zwar regelmäßig zum Kader, kam aber hauptsächlich als Einwechselspieler zum Einsatz. Erst an den letzten Spieltagen, als der Abstieg so gut wie feststand, stand er in der Startelf und erzielte in den Spielen gegen Brøndby IF und gegen Mitabsteiger Lyngby BK seine ersten Tore im dänischen Profifußball. In der zweiten Liga reifte er zum Stammspieler und gehörte zu den Stützen des Klubs, sodass sein Vertrag bis 2012 verlängert wurde.
Nach dem verpassten Aufstieg 2009 schloss sich Rúrik Gíslason jedoch Odense BK an und unterzeichnete einen bis 2014 laufenden Vertrag. An der Seite von Peter Utaka, Anders Møller Christensen, Roy Carroll und Atle Roar Håland war er in der Folge über weite Strecken der Spielzeit 2009/10 Stammspieler und erreichte mit der Mannschaft als Tabellenzweiter die UEFA Europa League 2010/11.
Nach drei Jahren beim FC Kopenhagen (dort wurde er 2013 dänischer Meister und 2015 dänischer Pokalsieger) wechselte Rúrik Gíslason in der Saison 2015/16 zum 1. FC Nürnberg in die zweite deutsche Bundesliga. Er absolvierte insgesamt 30 Ligaspiele bis Ende 2017 und wurde gelegentlich auch im Regionalligateam des Clubs eingesetzt.
Am 18. Januar 2018 wechselte Rúrik zunächst bis Ende der laufenden Saison 2017/18 zum SV Sandhausen. Dort erzielte er beim 1:1 im Spiel gegen den FC Erzgebirge Aue am 3. März 2018 seinen ersten Treffer in der 2. Bundesliga. Im Juni 2018 verlängerte er seine Vertragslaufzeit beim SV Sandhausen bis 2020. Nachdem sein Vertrag mit Sandhausen im Sommer 2020 vereinsseitig nicht verlängert worden war, ein Vorgang, der von gegenseitigen Vorwürfen begleitet wurde, gab er im November 2020 sein Karriereende bekannt.

## Nationalmannschaft
Im März 2009 debütierte er, nachdem er bereits seit 2005 für die isländische U-21-Auswahl aufgelaufen war, in der isländischen A-Nationalmannschaft. Die Begegnung entschieden die Färöer mit 1:2 für sich.
Bei der Weltmeisterschaft 2018 in Russland stand Rúrik Gíslason im isländischen Kader. Während die sportliche Teambilanz mäßig ausfiel, erregte er medial unerwartete Aufmerksamkeit.

## Fernsehauftritte
Im Jahr 2021 nahm Rúrik an der 14. Staffel der Tanzshow Let’s Dance teil. Mit seiner Tanzpartnerin Renata Lusin erreichte er den ersten Platz.
Im Jahr 2022 nahm Rúrik Gíslason als Gorilla an der 6. Staffel der ProSieben-Show The Masked Singer teil, wo er den sechsten Platz belegte.
Im Dezember 2023 nahm Rúrik Gíslason bei Stars in der Manege mit einer Akrobatiknummer teil. Bei den Proben für die Show brach er sich die Hand. Er trat trotz seiner Verletzung auf und gewann den Pokal.

### Auftritte in TV-Shows
- 2021: Let’s Dance (RTL, Gewinner)
- 2021: Die Job-Touristen (ProSieben, Teilnehmer)
- 2021: 5 gegen Jauch (RTL, Gast)[15]
- 2021: Denn sie wissen nicht, was passiert (RTL, Gast)
- 2022: Let’s Dance (RTL, Jury)
- 2022: The Masked Singer (ProSieben, Teilnehmer)
- 2022: Hirschhausens Quiz des Menschen (ARD, Teilnehmer)
- 2022: Schlag den Star (ProSieben, Teilnehmer)
- 2022: Die deutsche Luftballonmeisterschaft (RTL, Teilnehmer)
- 2022: Autoball WM 2022 (ProSieben, Teilnehmer)
- 2022: Let’s Dance – Die große Weihnachtsshow (RTL, Gewinner)
- 2023: Mission: Job unknown (ProSieben, Teilnehmer)
- 2024: Stars in der Manege (Sat.1, Gewinner, Akrobatiknummer)
- 2024: Babbel Net! (Das Erste, Gast)[16]
- 2024: Splash! Das Promi-Pool-Quiz (RTL, Teilnehmer)
- 2025: Eltons 12 (RTL, Gewinner)
- 2025: Raabs Pokernacht mit GGPoker.de (RTL, Teilnehmer)
- 2025: Murmel Mania (Sat.1, Teilnehmer)

## Sonstiges

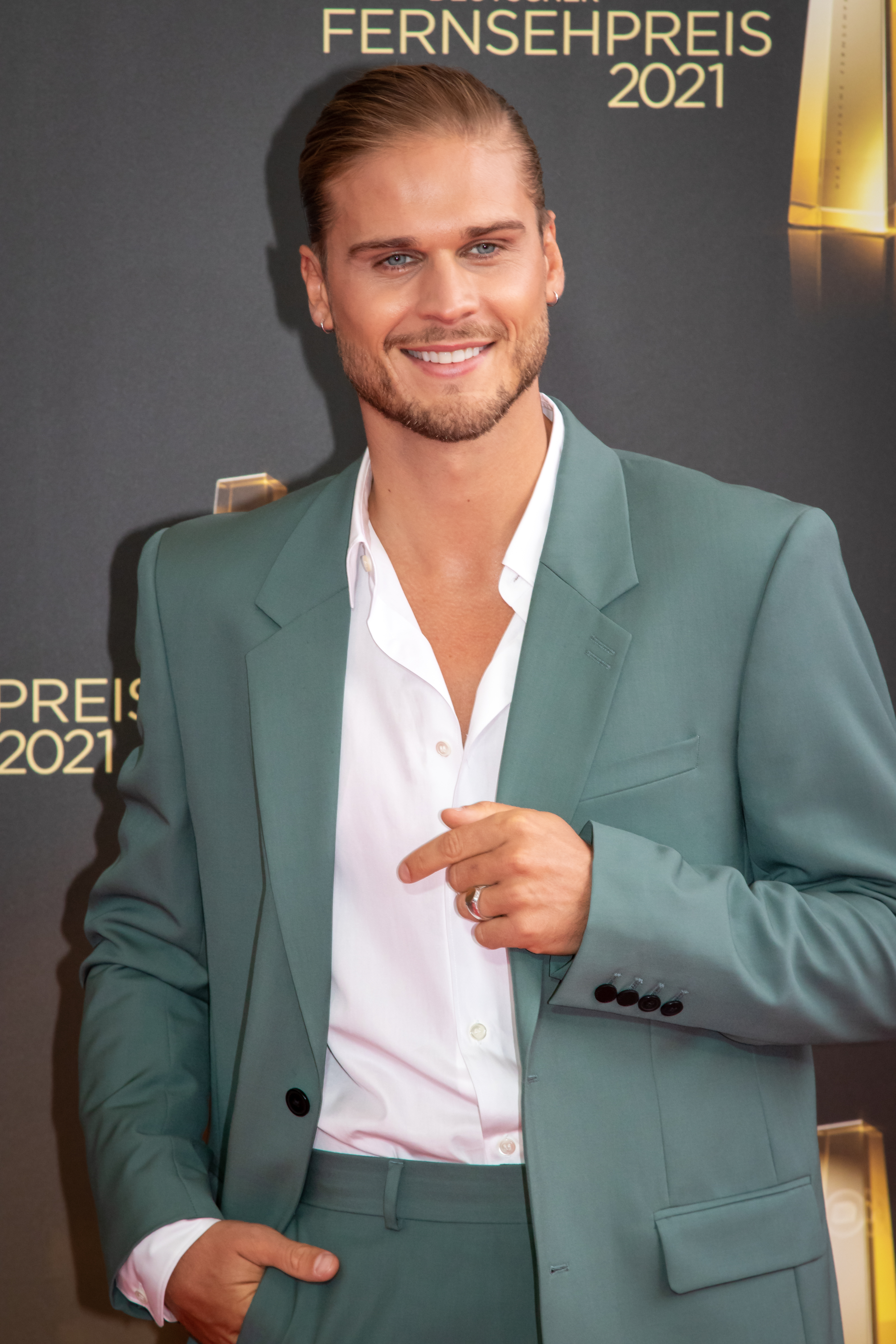
Rúrik Gíslason bei der Verleihung des Deutschen Fernsehpreises 2021

Rúrik Gíslason ist Mitbegründer des Glacier Gin, der in der Volcanic Drinks Destillerie in Reykjavík hergestellt wird. Mit BÖKK führt er sein eigenes Modelabel. Bei den isländischen Parlamentswahlen 2016 und 2017 kandidierte er auf einem hinteren Listenplatz der konservativen Unabhängigkeitspartei in Reykjavík. Ab 2018 war Rúrik Gíslason mit dem in London lebenden brasilianischen Model Nathalia Soliani liiert. Im Februar 2021 wirkte Rúrik Gíslason an einer Musikproduktion von Doctor Victor mit. Im Kinofilm Cop Secret spielte er 2021 die Rolle des Omar. Im Kinofilm Eine Million Minuten spielte er 2024 die Rolle des Einar.